# Cyrtandra eriantha
Cyrtandra eriantha är en tvåhjärtbladig växtart som beskrevs av Rudolf Schlechter. Cyrtandra eriantha ingår i släktet Cyrtandra och familjen Gesneriaceae. Inga underarter finns listade i Catalogue of Life.